# Analkulor

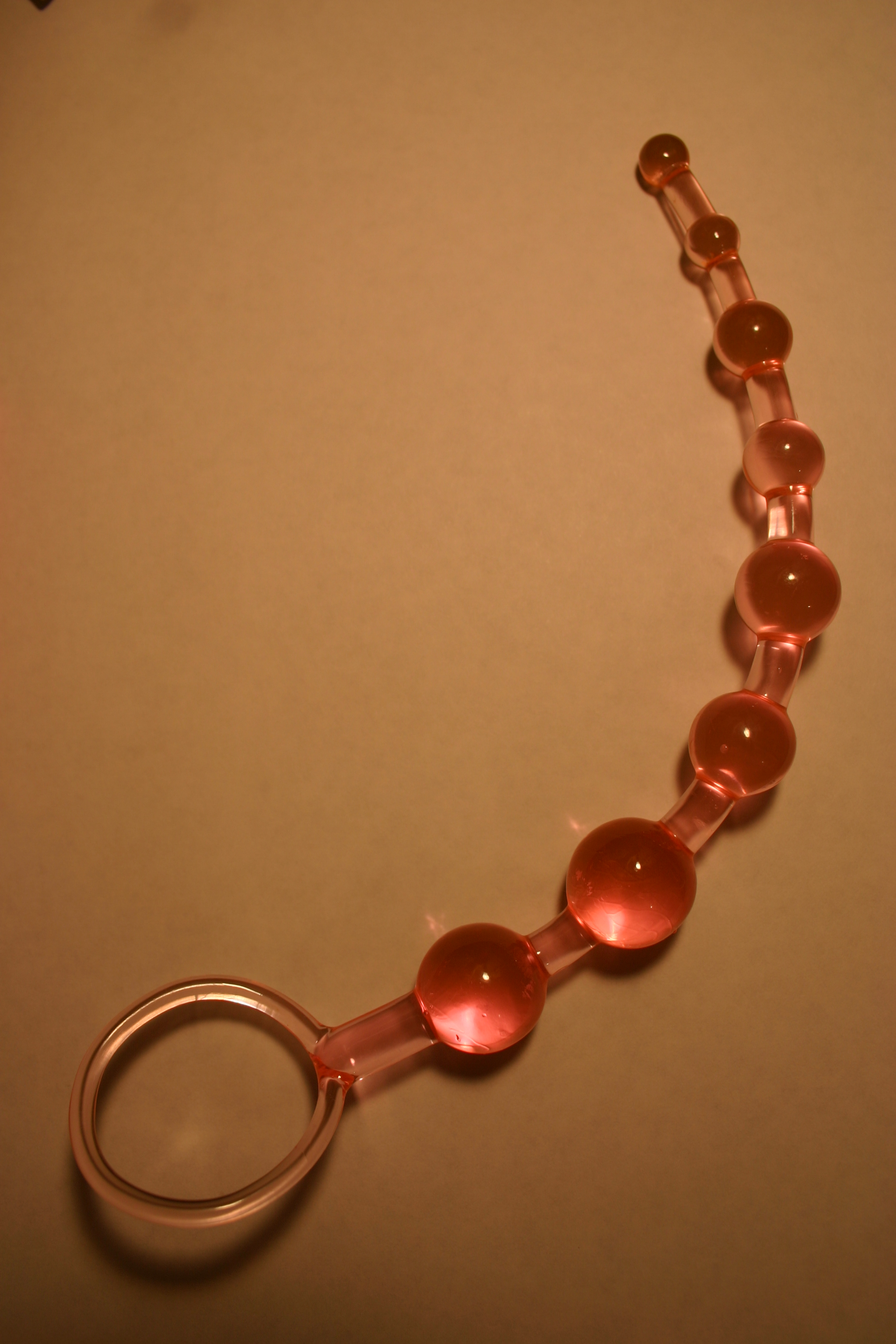
Analkulor i plast.

En illustration av användningen av analkulor.

Analkulor är ett sexuellt hjälpmedel vilka består av en kedja av kulor som förs in i analöppningen för att förhöja sexuell njutning. För att förhindra skador på analmynningen och ringmuskeln är det viktigt att använda glidmedel till analkulorna.
Analkulor kan bestå av lika eller olika stora kulor. Ofta ligger kulorna ordnade i storleksordning, där kulorna får störst radie närmast handtaget. Det blir således mer intensivt för analen ju längre in man för leksaken, och man kan välja att bara använda de mindre kulorna om det känns behagligare.
Analkulor är utrustade med handtag i ena änden av kedjan för att förhindra att de fastnar i analhålet.